# تينو إنسانا
تينو إنسانا (بالإنجليزية: Tino Insana)‏ مواليد 15 فبراير 1948 في شيكاغو - الوفاة 31 مايو 2017 في لوس أنجلوس، هو ممثل وكاتب سيناريو أمريكي.

## الأعمال
- الأصدقاء الثلاثة
- شرطي بيفرلي هيلز 3
- الحظيرة

## روابط خارجية
- تينو إنسانا على موقع IMDb (الإنجليزية)
- تينو إنسانا على موقع روتن توميتوز (الإنجليزية)
- تينو إنسانا على موقع ميوزك برينز (الإنجليزية)
- تينو إنسانا على موقع أول موفي (الإنجليزية)
- تينو إنسانا على موقع قاعدة بيانات الأفلام السويدية (السويدية)
- تينو إنسانا على موقع قاعدة بيانات الفيلم (الإنجليزية)